# Carlo Gabriele Sforza
Carlo Gabriele Sforza est le demi-frère de Francesco Sforza qui deviendra duc de Milan. Il entre en 1443 au monastère d'Ermites de Saint Augustin de la congrégation de Lombardie de Lecceto. Il prend alors le nom de Gabriele. Il devient ensuite archevêque de Milan de 1454 à 1457.